# المدة النيابية الثانية لمجلس النواب التونسي
المدة النيابية الثانية لمجلس النواب في تونس هي المدة النيابية التي دامت ولايتها 5 سنوات وذلك بين 1964 و1969.

انتخب المجلس إثر انتخابات نوفمبر 1964.

## مكونات مجلس النواب
يتكون مجلس النواب من 101 مقعدا.

### الكتل
| الحزب | الحزب                    | المقاعد |
| ----- | ------------------------ | ------- |
|       | الحزب الاشتراكي الدستوري | 101     |

## الحكومات
- حكومة الحبيب بورقيبة الثانية.